# Shalheh-ye Emam Hasan
Shalheh-ye Emam Hasan (em persa: شلحه امام حسن عسكرئ, também romanizada como Shalḩeh-ye Emām Ḩasan) é uma aldeia do distrito rural de Shalahi, no condado de Abadan, na província de Khuzistão, Irã.
Segundo o censo de 2006, sua população era de 831 habitantes, em 148 famílias.